# Punjuba
Genre
Punjuba lehmannii est un genre de plantes à fleurs dicotylédones de la famille des Fabaceae, sous-famille des Mimosoideae, dont les espèces sont originaires d'Amérique centrale et d'Amérique du Sud.

## Taxonomie
Le nom de genre a été créé en 1928 par Nelson et rose. Il a été redéfini par Soares et collaborateurs en 2021.

## Liste des espèces
- Punjuba callejasii
- Punjuba centiflora
- Punjuba josephi
- Punjuba killipii
- Punjuba lehmannii
- Punjuba racemiflora (syn. Abarema racemiflora)

## Publications originales
- (en) Britton N.L. & Rose J.N., 1928. North American Flora 23: 24.
- (en) Soares M.V.B., Guerra E., Morim M.P. et Iganci J.R.V., « Reinstatement and recircumscription of Jupunba and Punjuba (Fabaceae) based on phylogenetic evidence. », Botanical Journal of the Linnean Society, vol. 196, no 4,‎ 2021, p. 456–479 (DOI 10.1093/botlinnean/boab007)